# Península de Chita
La península de Chita (知多半島 Chita Hantō) es una península de Japón situada en el suroeste de la prefectura de Aichi, en el centro de la isla de Honshū. Se extiende aproximadamente de norte a sur, sobresaliendo al sur de las ciudades de Nagoya, Toyoake y Kariya. Al oeste se encuentra la bahía de Ise, mientras que al este encierra la bahía de Mikawa. Enfrenta, al sureste, casi como las patas de un cangrejo, a la península de Atsumi, a través de la bahía de Mikawa. 
El Aeropuerto Internacional Chūbu Centrair se encuentra frente a la costa oeste de la península.
La costa de la península de Chita y las islas de la bahía forman parte del parque cuasi-nacional de la Bahía de Mikawa, y la zona interior adyacente forma parte del parque natural de la Prefectura de Minamichita.

## Geografía
La península es relativamente estrecha y está formada por un terreno de colinas.
Es una península relativamente larga y estrecha, con una llanura estrecha y formada en su mayor parte por suaves colinas. Muchas partes del litoral son terrazas costeras escarpadas. La punta de la península es el cabo Hado en la ciudad de Minamichita.
Topográficamente, las colinas continúan hacia el sur desde las colinas de Owari, que atraviesan el centro de la prefectura de Aichi. Al sur del río Kurashina están las colinas de Obu, y más al sur del río Agui y del río Ota, están las colinas de Chita.
Los gobiernos locales afectados incluyen áreas enteras de cinco ciudades —Tōkai, Ōbu, Chita, Tokoname, Handa— y cinco pueblos —Higashiura, Agui, Taketoyo, Mihama y Minamichita—, así como partes del barrio de Midori en la ciudad de Nagoya y la ciudad de Toyoake.
La ciudad de Obu y la localidad de Agui no dan al mar. Las ciudades de Mihama y Minamichita dan a la bahía de Ise y a la bahía de Mikawa.
Con una  superficie de 392,05 km², contaba el 1 de febrero de 2025 con una población estimada de 616.295 habitantes, con una densidad de1.572 habitantes/km².

## Economía
La zona norte de la península está industrializada, y la parte occidental forma parte del Area industrial de Chūkyō. La zona sur está relativamente menos industrializada y alberga pueblos pesqueros y playas.
En 2005, se inauguró el Aeropuerto Internacional Chubu Centrair en una isla artificial cerca de Tokoname, convirtiendo a la península en la principal puerta de entrada para las personas que llegan a la región de Tōkai por aire.

## Panorama de las 10 municipalidades
En diciembre de 2004 se celebró un referéndum para fusionar Mihama y Minamichita y formar la ciudad de Minami-Centrair (en japonés: 南セントレア市). Sin embargo, el nombre no había sido sugerido por ninguno de los votantes, sino que fue seleccionado por el consejo de la fusión de Mihama-Minamichita con la intención de que la ciudad se convirtiera en una zona residencial del aeropuerto. Esto generó fuertes críticas, ya que el Aeropuerto Internacional Chubu Centrair se encontraba en Tokoname y el nombre, en katakana, no guardaba relación con la historia de la zona.
Debido a estos incidentes, el referéndum no fue aprobado por los residentes, lo que puso fin a las conversaciones para la fusión y el consejo se disolvió en marzo de 2005.
- Ōbu. La ciudad está industrializada, con fábricas de empresas como Sumitomo Heavy Industries y Toyota Industries. La producción de uva es la mayor de la prefectura. Se está desarrollando el valle del Bienestar (Wellness valley), un lugar con servicios de bienestar y salud que se extiende desde el sur de la ciudad hasta el norte de Higashiura.

- Tōkai. Cuenta con la sede principal de varios productores de acero, como Daido Steel Co. Ltd. y Aichi Steel. También es el lugar de fundación de Kagome. La ciudad es conocida como la «Ciudad del acero y la lluvia» debido a su próspera producción de acero y orquídeas.[4]

- Chita. La ciudad es una comunidad de tipo ciudad dormitorio y también tiene múltiples generadores de energía térmica.

- Tokoname. Desde la inauguración del Aeropuerto Internacional Chubu Centrair, se han abierto muchos centros comerciales e instalaciones de ocio en la zona.

- Handa. Alberga la oficina principal de Mitsukan. El Festival Kamezaki Shiohi es uno de los Yama, Hoko, Yataigyoji, declarado Patrimonio Cultural Inmaterial de la UNESCO.[5]

- Higashiura. La ciudad es una ciudad dormitorio. La ciudad casi cumplió con los criterios de 50.000 habitantes para ser elevada a categoría de ciudad en el censo de 2010, pero fracasó debido a que el recuento de población se reajustó después de varios procesos anónimos por manipulación de datos.

- Agui. La agricultura está en auge en la ciudad y produce arroz de la marca "Renge chan". Algunas fábricas de componentes del automóvil se han instalado en la zona.

- Taketoyo. El pueblo cuenta con un gran panel solar, "Mega Solar Taketoyo", de Chubu Electric Power. El miso es famoso en el pueblo.

- Mihama. El pueblo busca fomentar el turismo con sus playas y muelles pesqueros. Sin embargo, no ha tenido mucho éxito.

- Minamichita. La pesca es una industria importante en la ciudad. Muchos turistas visitan sus playas. Himakajima y Shinojima, famosas por la pesca del pulpo y el fugu, actualmente forman parte de la ciudad.

## Infraestructuras

### Carreteras
- Autopista Isewangan
- Carretera de Chitahantō
- Carretera de Chitaōdan
- Carretera de conexión del Aeropuerto Internacional de Chubu
- Carretera de Minamichita
- Autopista de Nagoya

### Aeropuerto
- Aeropuerto Internacional Chubu Centrair

### Ferrocarril
- Línea principal de Tōkaidō
- Línea Taketoyo
- Línea  Meitetsu Tokoname
- Línea  Meitetsu Kōwa
- Nueva Línea Meitetsu Chita
- Ferrocarril Nagoya Rinkai
- Ferrocarril Kinuura Rinkai

## Galería de imágenes

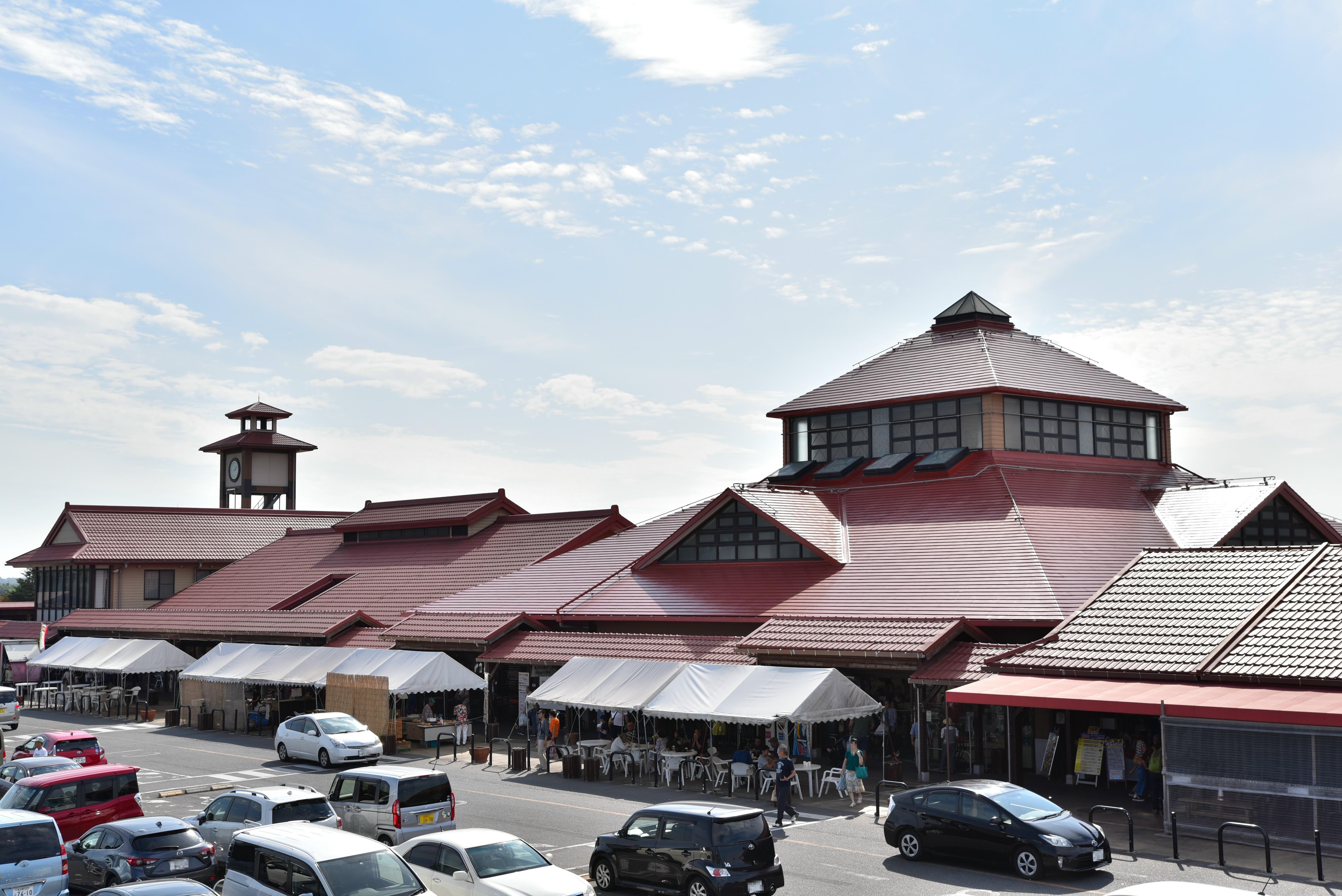
Genki no Sato (ciudad de Obu)
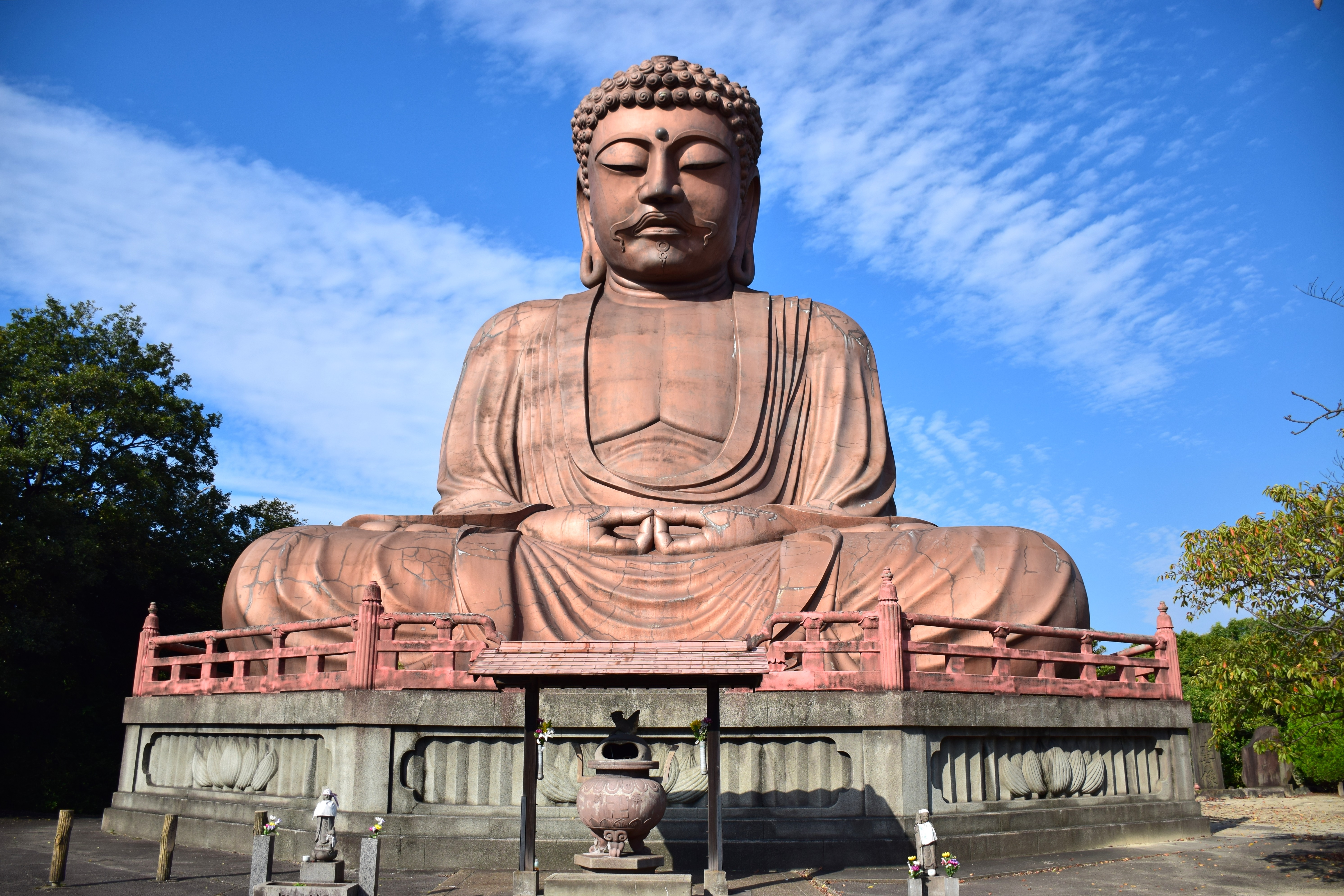
Buda Jurakuen (ciudad de Tokai)
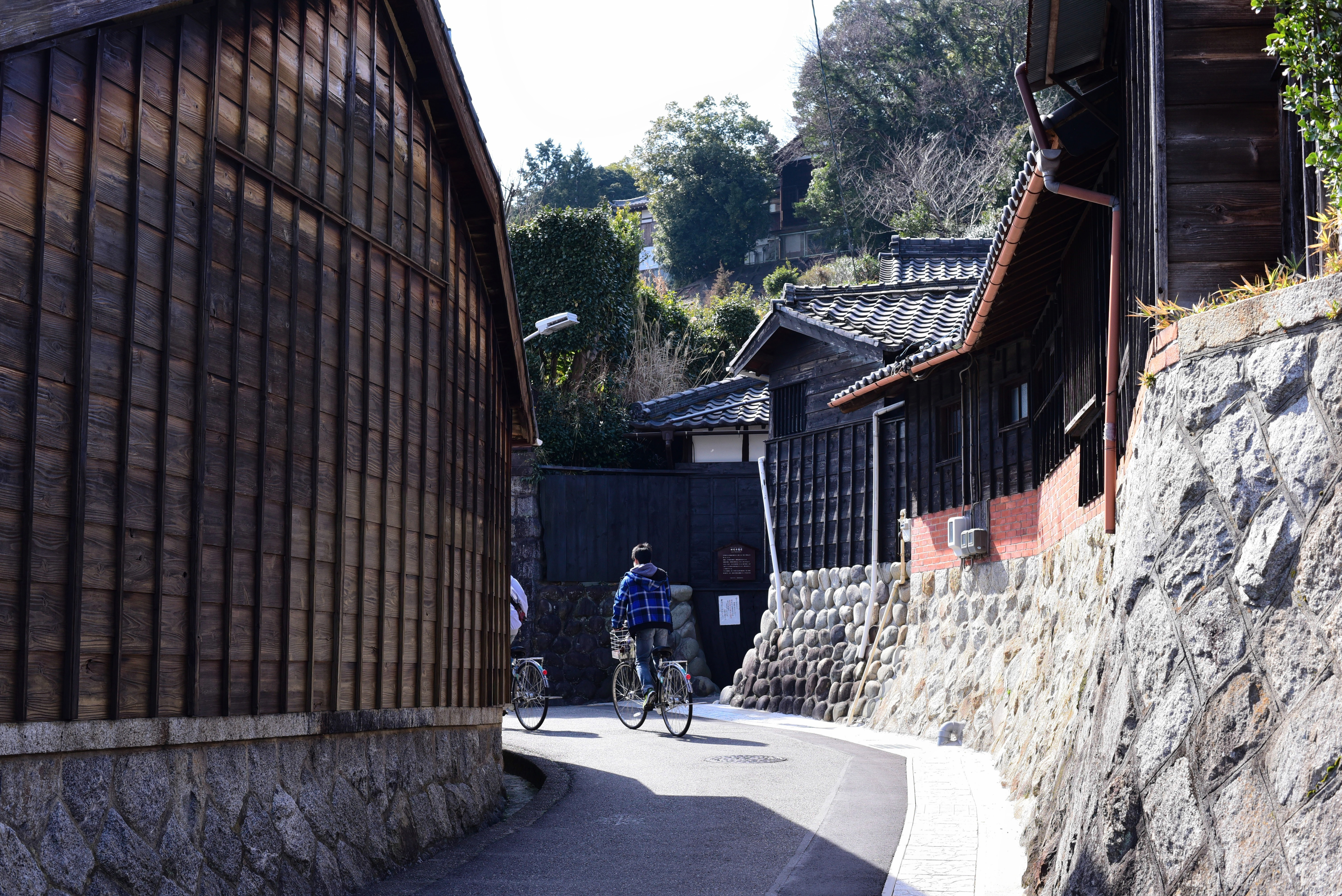
Calles de Okada (ciudad de Chita)
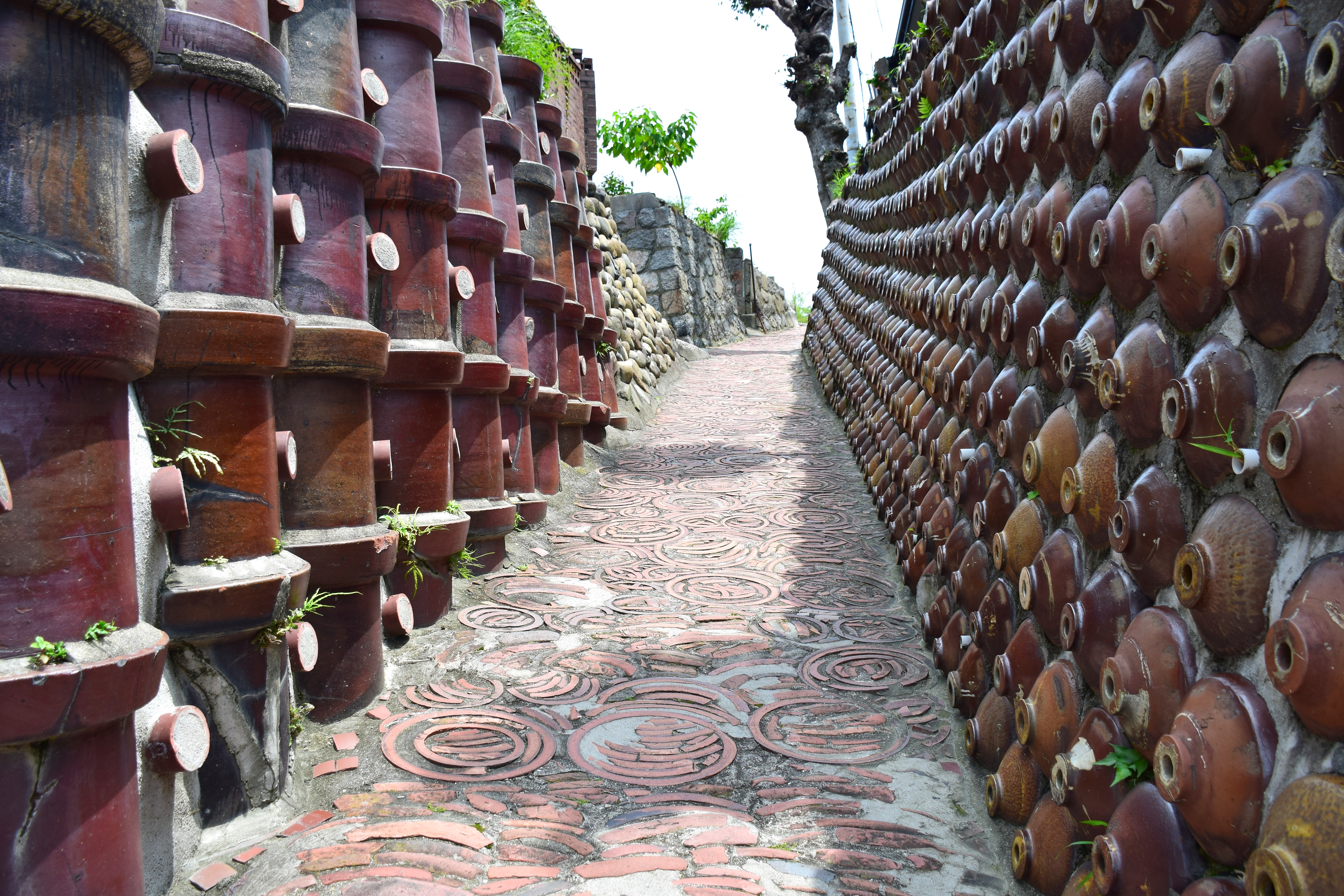
Paseo de la cerámica (ciudad de Tokoname)
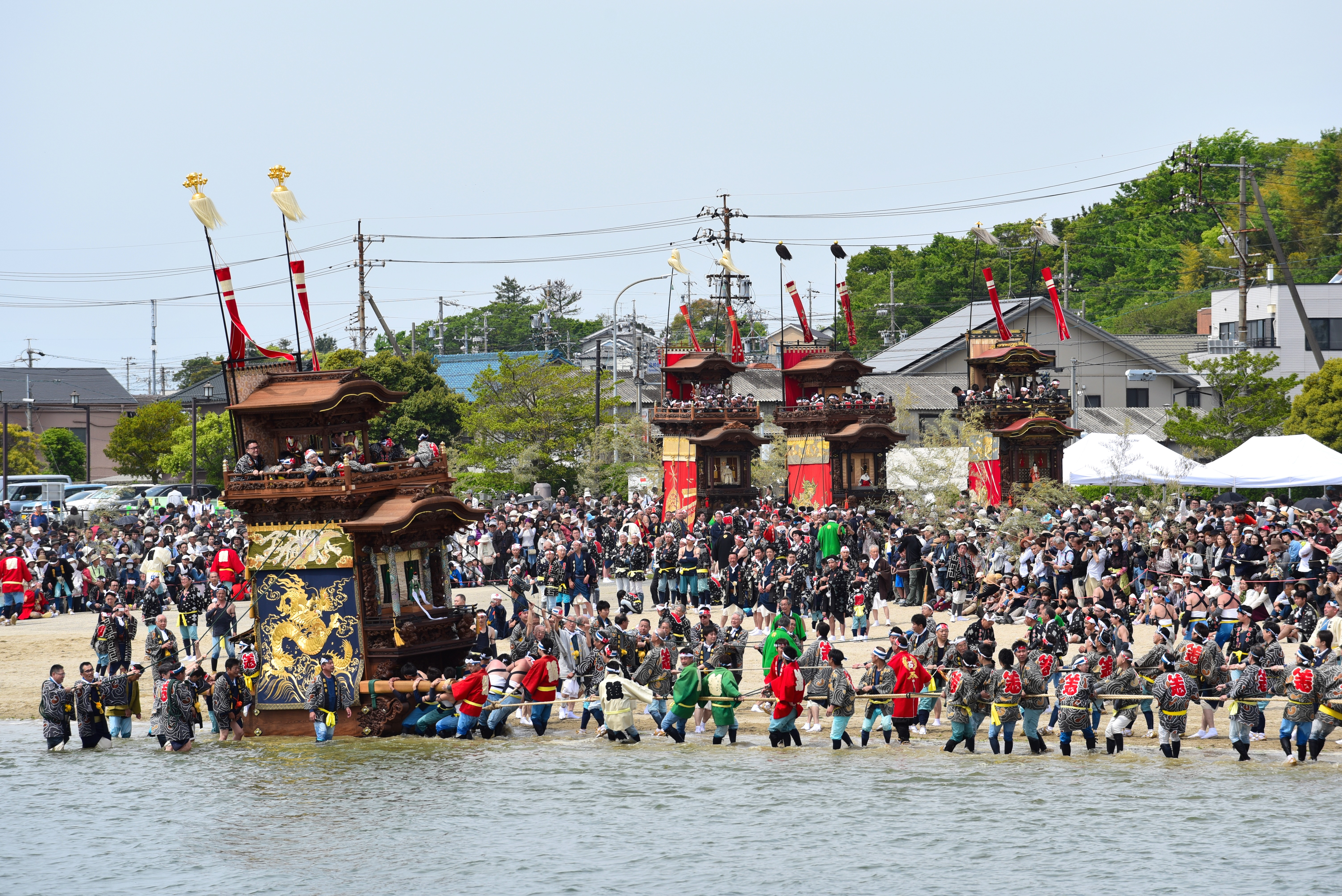
Festival de mareas de Kamezaki  (ciudad de Handa)
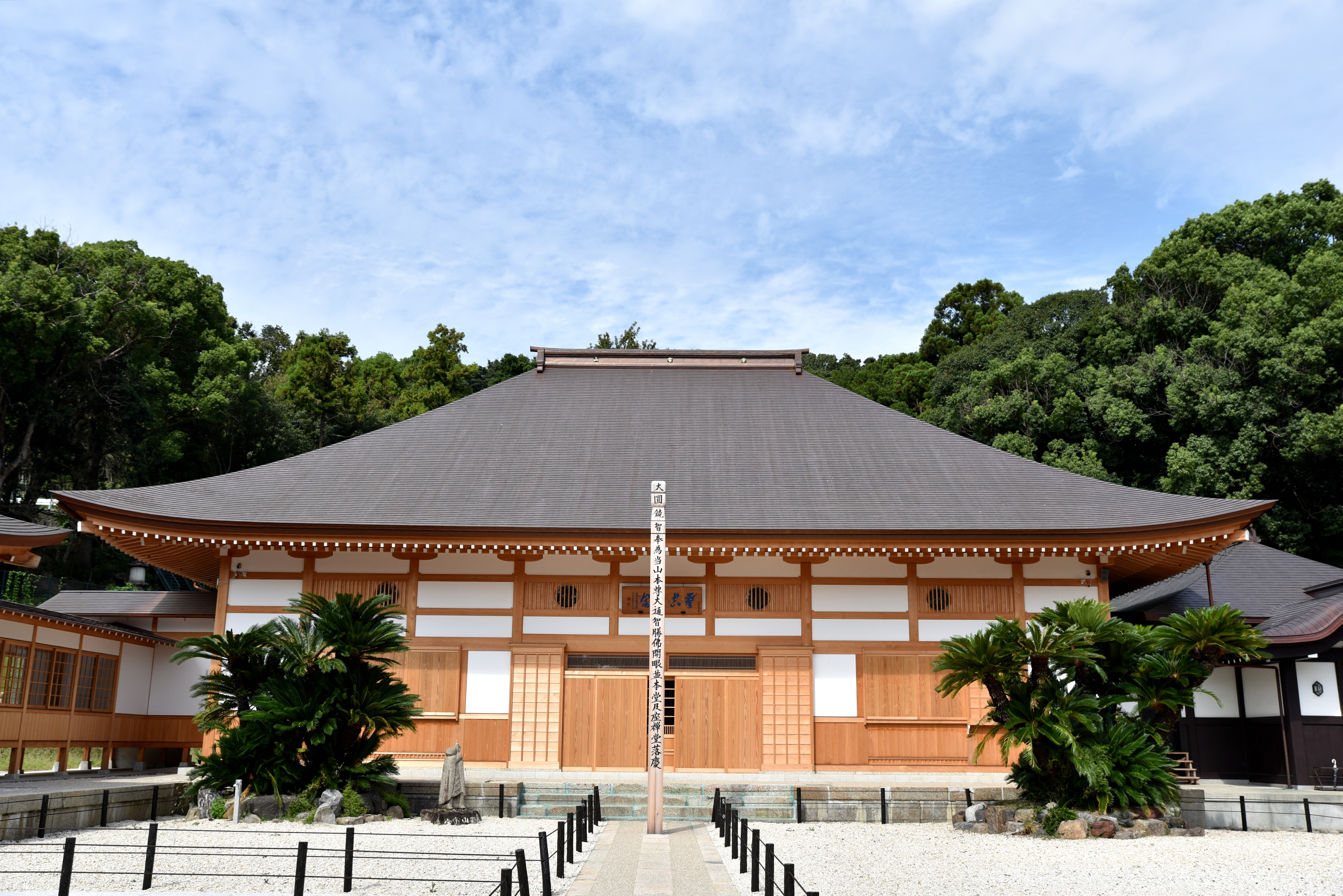
Templo Kenkon-in (ciudad de Higashiura)
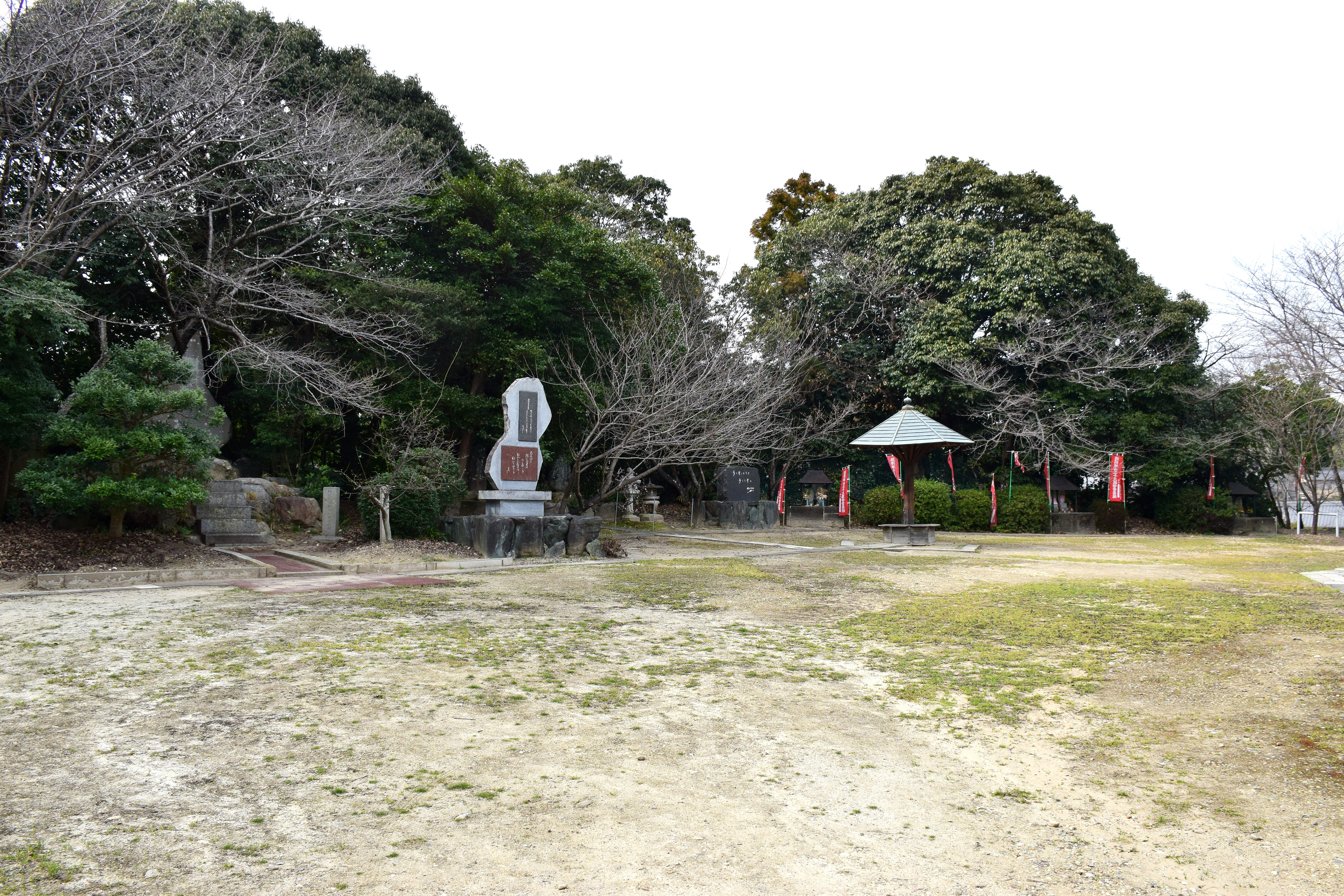
Ruinas del castillo de Sakabe(pueblo de Agui)
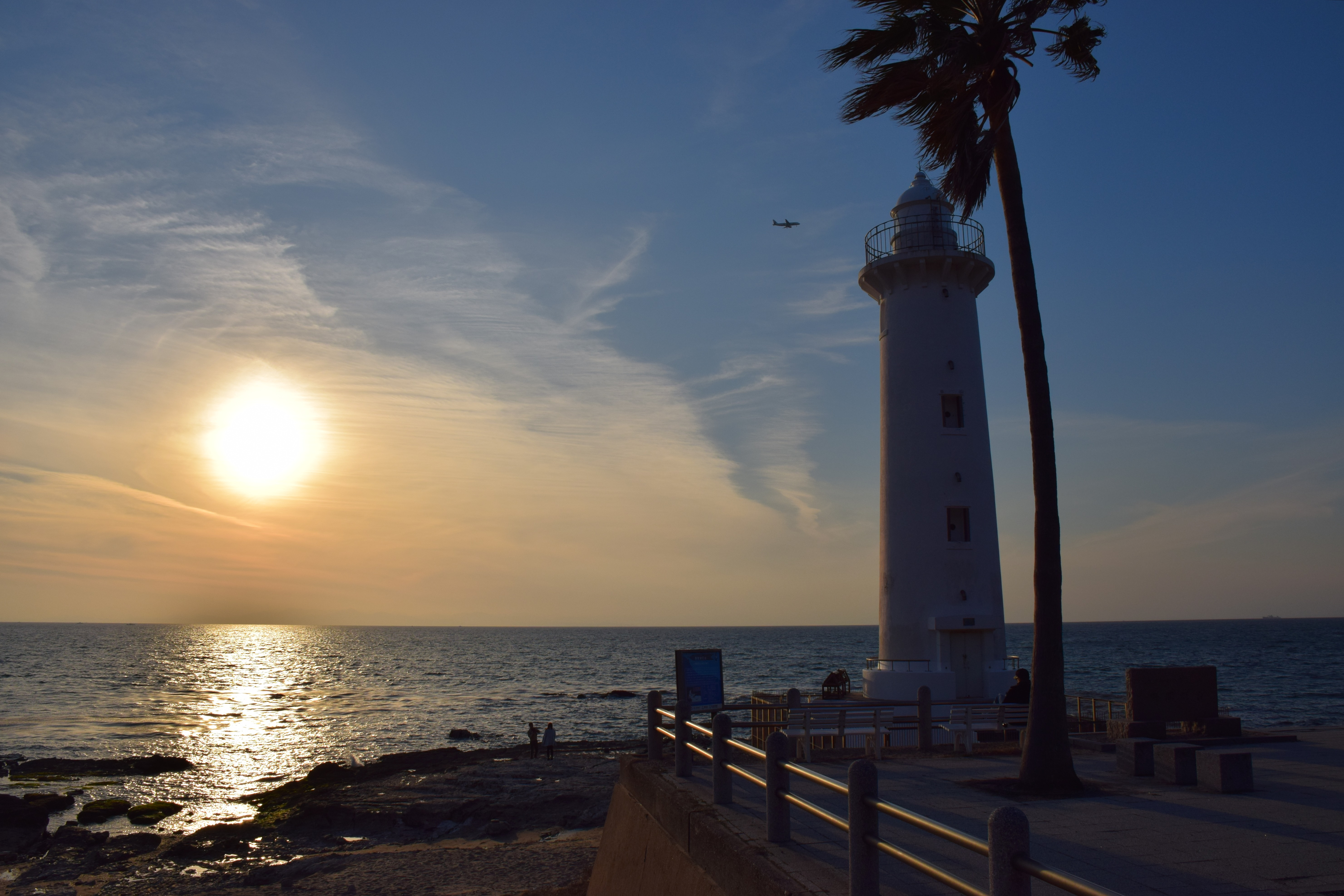
Faro de Nomazaki (ciudad de Mihama)
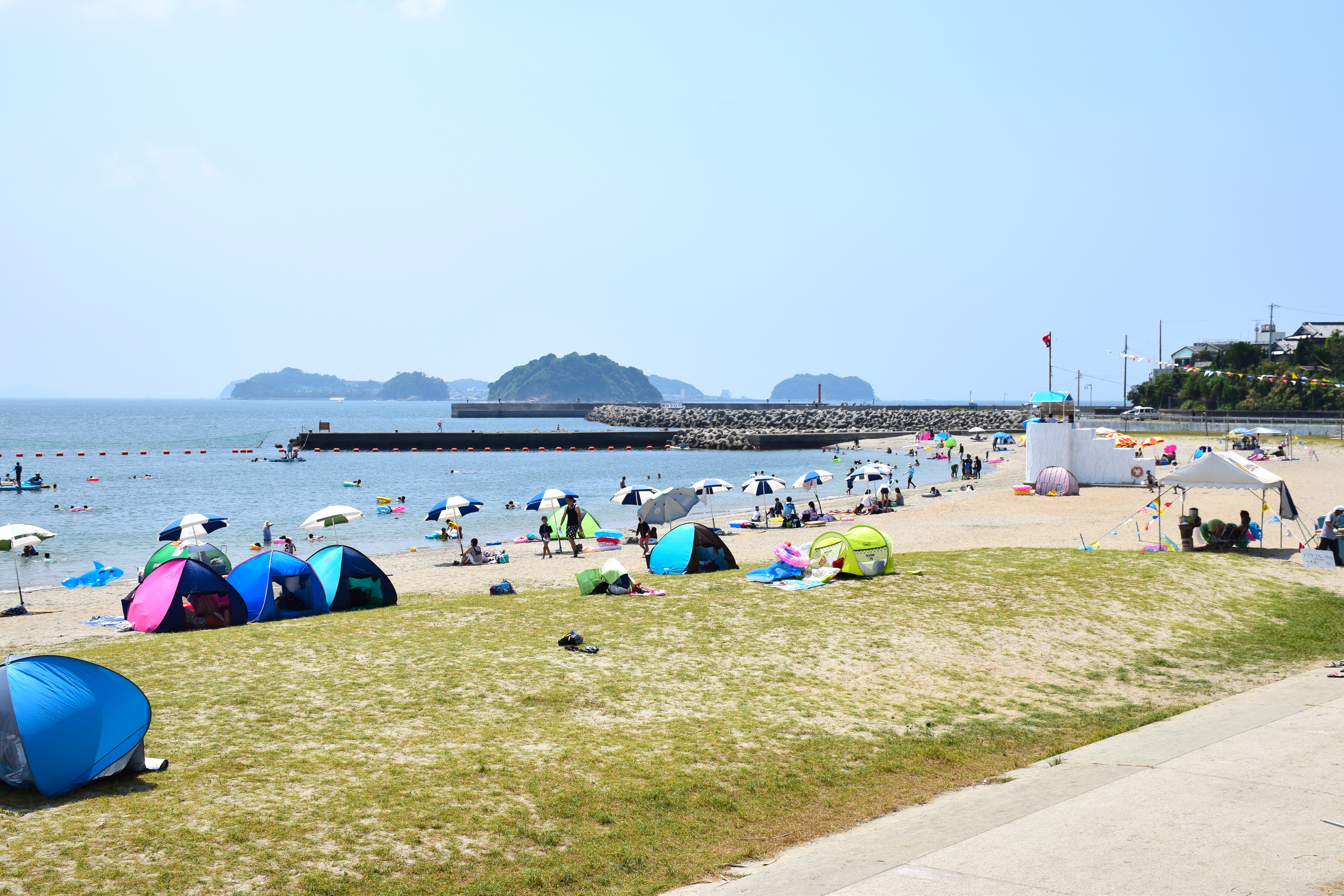
Isla Himaka (ciudad de Minamichita)
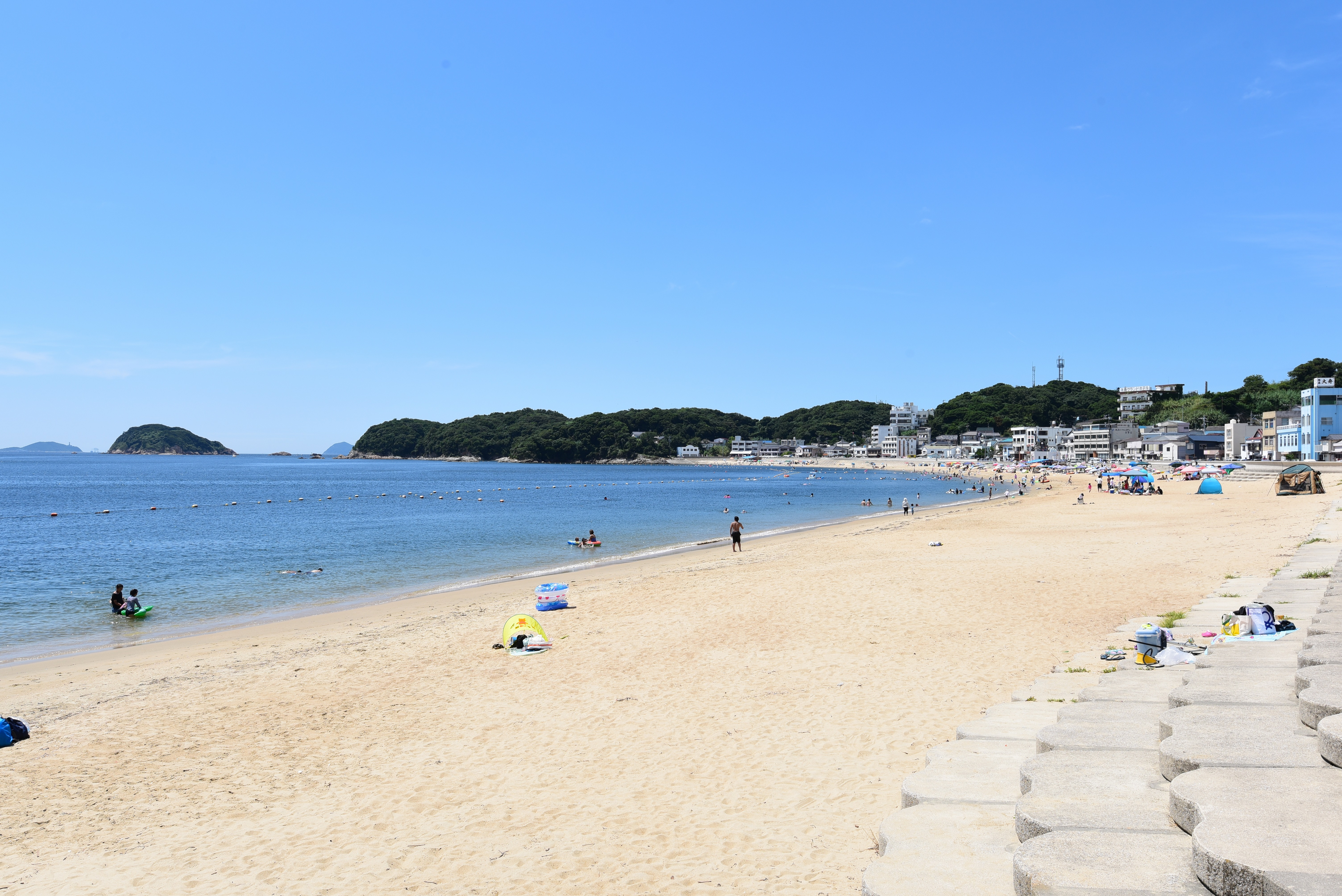
Shinojima (ciudad de Minamichita)